# Сексът и градът (филм)
„Сексът и градът“ или „Сексът и градът: Филмът“ (на английски: Sex and the City) е американски игрален филм (романтична комедия) от 2008 г., по сценарий и режисура на Майкъл Патрик Кинг, което му прави дебют като режисьор на филма, продължение на „едноименния сериал“ от 1998-2004 г. по HBO и е базиран от едноименната книга на Кандис Бушнел, който се разказва за четири жени - Кари Брадшоу (Сара Джесика Паркър), Саманта Джоунс (Ким Катрал), Шарлот Йорк Голденблат (Кристин Дейвис) и Миранда Хобс (Синтия Никсън), които се занимават с живота си като самотни жени в Ню Йорк. Сериите често изобразяваха честни обсъждания за романтиката и сексуалността.

## В България
На 23 февруари 2013 г. bTV излъчи филма с български дублаж за телевизията. Екипът се състои от:
| Преводач            | Антония Халачева                                                                         |
| Тонрежисьор         | Галина Наумова                                                                           |
| Режисьор на дублажа | Михаела Минева                                                                           |
| Озвучаващи артисти  | Силвия Лулчева Ева Демирева Радосвета Василева Петър Чернев Светломир Радев Даниел Цочев |